# Edward Quinn
Der irische Fotograf Edward Quinn (* 20. Februar 1920 in Dublin; † 30. Januar 1997 in Altendorf, Schweiz) lebte und arbeitete seit den 1950er Jahren an der Côte d’Azur, wo sich in den „Goldenen Fünfzigern“ Stars, Manager, Adel und Künstler trafen.

## Leben
1920 in Dublin geboren, diente Quinn im Zweiten Weltkrieg als Flugzeugnavigator in der Royal Air Force. Nach dem Krieg arbeitete er bei der französischen Fluggesellschaft Chartair, danach als Musiker und Fotograf, bis es ihn schließlich an die Riviera nach Südfrankreich zog, nach Nizza, Saint Tropez, Cannes und auch nach Monte Carlo. Dort ging er als Fotograf auf Tuchfühlung mit den Stars.
Aus dieser Zeit stammen Quinns sensible Fotos von Celebrities wie Brigitte Bardot, Sophia Loren, Grace Kelly, Marlon Brando, Cary Grant, Aristoteles Onassis und vielen mehr. 1951 begann seine Freundschaft mit Picasso, die bis zum Tod des Künstlers 1973 dauerte. In diesen zwanzig Jahren entstand ein umfangreiches fotografisches Werk über Picasso, das in zahlreichen Ausstellungen, Büchern und Filmen seinen Niederschlag fand. Seit den 1960er Jahren konzentrierte sich Quinn vermehrt auf die Arbeit mit Künstlern, zu denen Max Ernst, Alexander Calder, Francis Bacon, Salvador Dalí oder David Hockney zählten. Eine ähnlich intensive Beziehung wie mit Picasso verband ihn seit den späten achtziger Jahren mit Georg Baselitz.
Von 1992 bis zu seinem Tod 1997 lebte Quinn in der Nähe von Zürich mit seiner Schweizer Frau Gret. Quinns Neffe und Erbe Wolfgang Frei gründete 2012 die Edward Quinn Archive AG und betreut die umfangreichen Bestände.

## Ausstellungen (Auswahl)
- 2023: Picasso y los años dorados de la Costa Azul. 140 photos by Edward Quinn. Centro de Historias, Zaragoza, Spain
- 2023: Picasso y los años dorados de la Costa Azul. 140 photos by Edward Quinn. Centro Cultural La Malagueta, Malaga, Spain
- 2022: Maya Ruiz-Picasso, daughter of Pablo. 40 photos of Maya and Picasso. Musée nationale Picasso-Paris
- 2020: Von Picasso bis Hockney. Over 70 Photographs by Edward Quinn. Stadtturmgalerie, Gmünd, Austria
- 2018: Picasso/Dominguin – une amitié. With 26 Photographs by Edward Quinn. Musée des Cultures Taurines, Nîmes
- 2018: My Friend Picasso: 125 Photographs by Edward Quinn. Castletown House, Kildare, near Dublin, Ireland
- 2018: Picasso e l'altra metà del cielo. With 80 Photographs by Edward Quinn. Apulia/Italy: Palazzo Tanzarella Ostuni
- 2018: Edward Quinn – Mein Freund Picasso. 125 selten ausgestellte Fotografien. Kunstmuseum Picasso, Münster
- 2018: Des Animaux et des Stars – Stars and Pets. Musée de la Gendarmerie et du Cinéma, Saint-Tropez
- 2017: Edward Quinn - My Friend Picasso, Danubiana Meulensteen Art Museum, Bratislava: 125 Photos by Edward Quinn.
- 2017: Picasso and Maya. Father and Daughter. Gagosian Gallery. With 42 photos by Edward Quinn. (Group Exhibition)
- 2017: Picasso sans cliché. Photographies d’Edward Quinn, Musée Picasso Antibes
- 2016: Picasso's Picassos. Gagosian, Madison Av., New York (Group Exhibition)
- 2016: Picasso, Regards croisés (Picasso, Fresh Perspectives), Château Palmer, Margaux, France
- 2016: Edward Quinn - Stars & Cars, ArteF - Galerie für Kunstfotografie, Zurich
- 2016: Pablo Picasso, Légende de l’art, Picasso Ceramics and 83 Edward Quinn Photos, Saint-Tropez, Salle Jean Despas
- 2016: Picasso In China. Riverside Art Museum Beijing.
- 2016: Picasso. Fenster zur Welt, Bucerius Kunstforum, Hamburg. (Group Exhibition)
- 2015: Picasso In the Studio, Cahiers d’art, Paris. (Group Exhibition)
- 2014: The Legend of Art, Picasso Exhibition, Shanghai, China
- 2014: Picasso and the Camera, Curated By John Richardson. Gagosian Gallery New York. (Group Exhibition).
- 2014: Grace Kelly, Princess and Style Icon, Paleis Het Loo, Apeldoorn Nl (Group Exhibition)
- 2014: Edward Quinn: Stars in Cannes, Reygers Galerie für Photographie. Munich
- 2014: Edward Quinn. Celebrity Pets, Photography Monika Mohr Galerie. Hamburg
- 2014: Picasso: Ich sehe die Dinge In anderer Art. Grafische Werke Sammlung Boisserée. (Group Exhibition). Laerie Boisserée, Köln und Galerie Reithalle Paderborn
- 2014: Sylvette, Sylvette, Sylvette. Picasso Und Das Modell. (Group Exhibition). Kunsthalle Bremen
- 2013: Monaco fête Picasso. Picasso Côte d’Azur. (Group exhibition). Grimaldi Forum Monaco
- 2013: Pablo Picasso: Arbeiten auf Papier. Edward Quinn Fotografien. Galerie des 20. Jahrhunderts, Basel
- 2012: Edward Quinn. Pablo Picasso. Photography Monika Mohr Galerie, Hamburg, Germany
- 2012: Ich und Ich und Ich. Photo Portraits of Picasso. (Group Exhibition). Museum für Kunst und Gewerbe, Hamburg, Germany
- 2012: Conmigo, Yo Mismo, Yo. Museo Picasso Málaga. Retratos fotográficos de Pablo Picasso. (Group Exhibition).
- 2011: MeMyselfandI (Ich und Ich und Ich). Photo Portraits of Picasso. (Group Exhibition). Museum Ludwig, Köln
- 2010: Edward Quinn – Riviera Cocktail. Leica Galerie Frankfurt. Rahn Foto & Fine Art
- 2010: The Picasso Story. Humboldt Carrée, Berlin
- 2009: Edward Quinn: Stars and Cars. ZeitHaus, Autostadt Wolfsburg.